# リジラクトバチルス・サリバリウス
リジラクトバチルス・サリバリウス（Ligilactobacillus salivarius）は、 消化器官に生息し、病原菌の抑制を含むさまざまな治療特性を発揮することがわかっているプロバイオティクスの細菌である。2020年には属分類の再評価がなされ、Lactobacillus salivariusからLigilactobacillus salivariusに分類しなおされた

## 治療研究

### 過敏性腸症候群
リジラクトバチルス・サリバリウスは、過敏性腸症候群に苦しむ患者の鼓腸症状の緩和に有益であることが発見された。 

### 膵臓壊死
膵臓壊死は、治療せずに放置すると、細菌の浸入により致死率がほぼ100パーセントとなる。リジラクトバチルス・サリバリウスは、消化器官から移行する病原性細菌に対して広範な抗菌性が及ぶことがわかっており、それによって膵臓壊死の治療上の利点が実証されている。研究では、この種と他のプロバイオティクス種（特に、ビフィドバクテリウム・ビフィダム、ビフィドバクテリウム・インファンティス、リジラクトバチルス・アシドフィラス、ラクトバチルス・カゼイ及びラクトコッカス・ラクティス）を加えると、炎症性サイトカインが抑制され、小腸での細菌の異常増殖が抑制されることが示されている。

### アトピー性皮膚炎
アトピー性皮膚炎の症状が、一部の子供で好転することが示されている。 